# Un día cualquiera en Vulcano S.E.P. 1.0
Un día cualquiera en Vulcano S.E.P. 1.0 è il secondo album dei Fangoria, pubblicato nel 1992 dalle etichette Gasa e Warner Music.
Dall'album sono stati estratti come singoli i brani Sálvame e El dinero no es nuestro dios, quest'ultima cover di un brano nel gruppo Killing Joke, Money Is Not Our God.
È il primo album del gruppo facente parte di una trilogia, pubblicata tra il 1992 e il 1995.

## Tracce
1. Sálvame – 4:55
2. Siempre alrededor – 3:55
3. Hacia la luz – 5:07
4. El dinero no es nuestro dios – 4:22
5. Basura – 4:35
6. Deja vú/Sálvame – 4:48
7. Revisión líquida/Sálvame – 6:12
8. Babalú/Sálvame – 7:00
9. Hacia la eternidad/Hacia la luz – 7:05
10. Basura tóxica espacial – 6:00